# 아즈미 (만화)
아즈미(일본어: あずみ)는 일본의 만화이다.

## 영화화 작품
소녀검객 아즈미는 2004년 공개된 일본의 액션 영화이다.

### 배역
- 우에토 아야 : 아즈미 역
- 코하시 켄지 : 휴가 역
- 나리미야 히로키 : 우키하 역
- 가네코 타카토시 : 아마기 역
- 이시가키 유마 : 나가라 역
- 야마구치 쇼고 : 코모로 역
- 오구리 슌 : 나치 역